# 弗勞爾希爾 (馬里蘭州)
弗勞爾希爾（英語：Flower Hill）是位於美國馬里蘭州蒙哥馬利縣的一個普查規定居民點。

## 人口
根據2020年美國人口普查的數據，弗勞爾希爾的面積為5.43平方千米，當中陸地面積為5.41平方千米，而水域面積為0.02平方千米。當地共有人口14108人，而人口密度為每平方千米2,598.16人。